# HS702平台
HS702平台是美国休斯航天与通讯公司（后来被波音收购）开发的一种地球同步轨道通信卫星平台。它最大发射质量可达5.2吨，有效荷载1.2吨。最多可以装在114个转发器，其中24个为备用。这种卫星使用4台离子发动机维持轨道高度。第一颗HS702卫星发射于1999年12月。